# Algarrobina

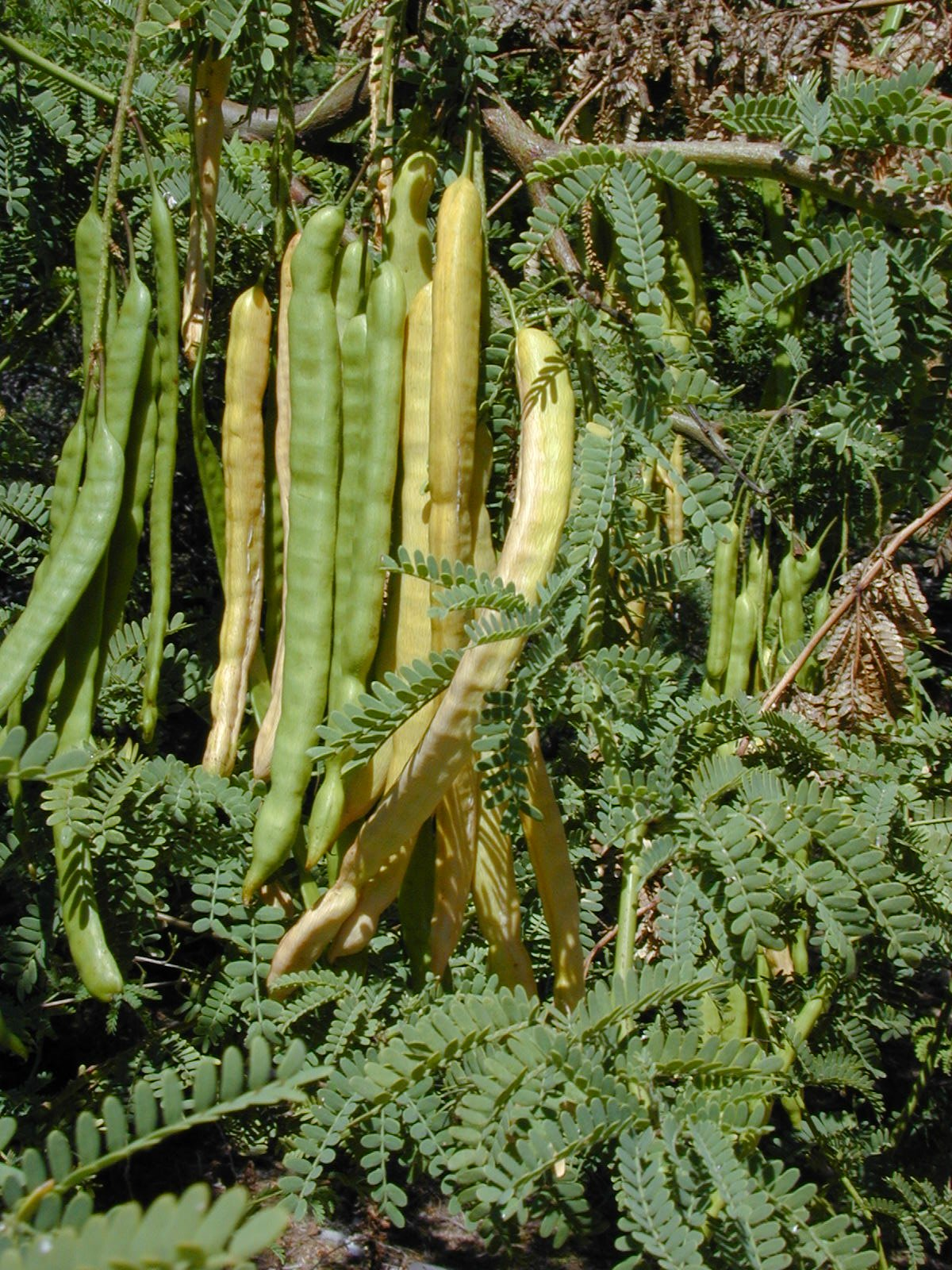
Algarrobas, vainas de algarrobo

La algarrobina es un producto derivado de la algarroba, fruto maduro del algarrobo (Prosopis pallida). Con los frutos maduros del algarrobo se prepara un hervido del que se concentran los azúcares naturales. Una vez hervidas las algarrobas, se prensan. El extracto resultante es filtrado y se somete después a evaporación para llegar a un resultado final de carácter viscoso.  

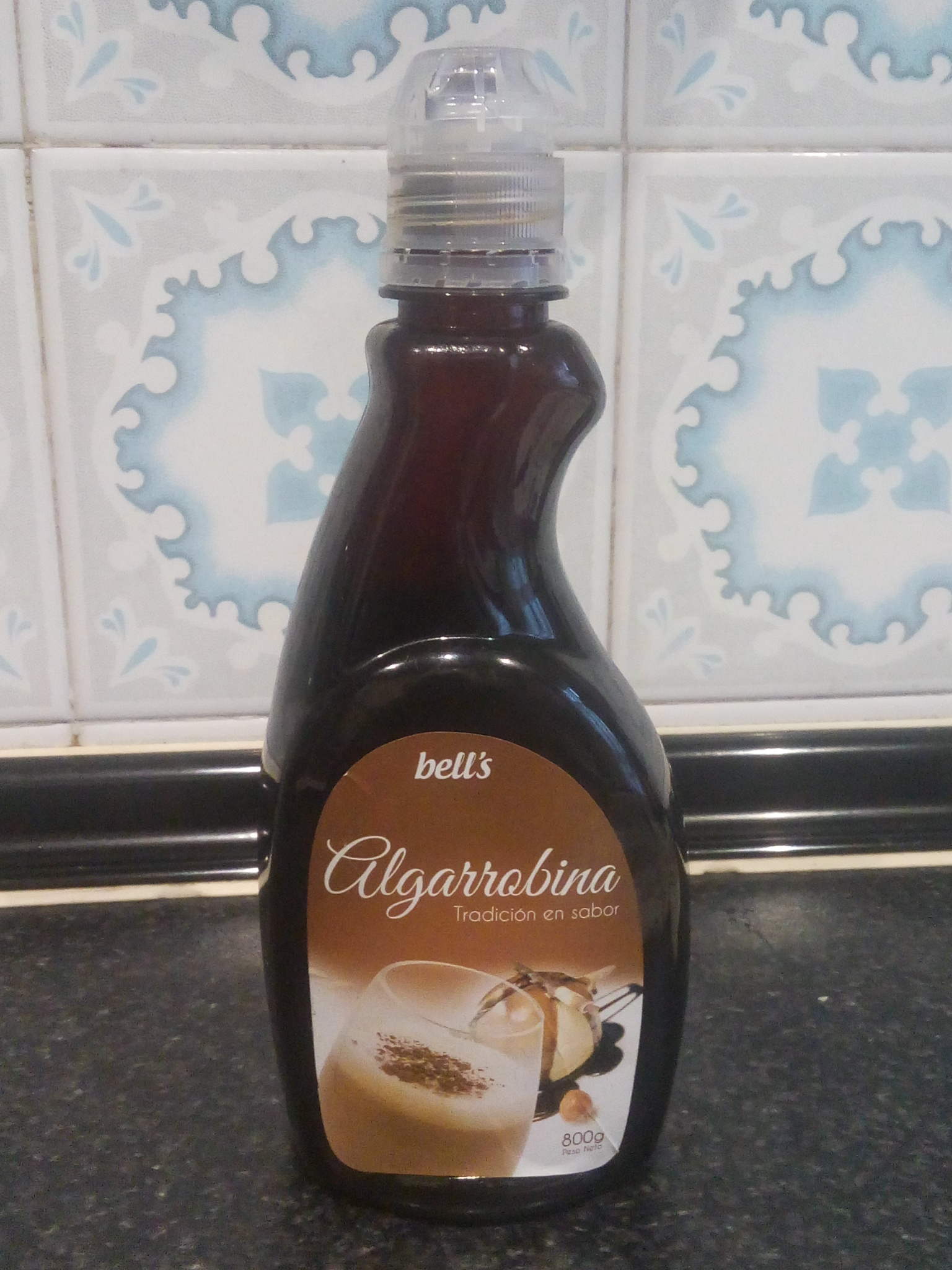
Dispensador de algarrobina

## Uso alimenticio
Es un gran alimento por sus propiedades vitamínicas y proteicas, contiene más minerales que la miel y es más nutritivo que el obtenido de las peras de marañón. El extracto puede beberse solo a modo de jarabe.

### En Sudamérica
Es muy apreciado en la preparación de bebidas, en repostería y coctelería, sobre todo en Hispanoamérica. Es tradicional su fabricación en la zona andina, especialmente en Perú en los departamentos norteños de La Libertad y Piura, en donde desde 2003 en su capital se celebra cada 15 de marzo el "Día de la Algarrobina".

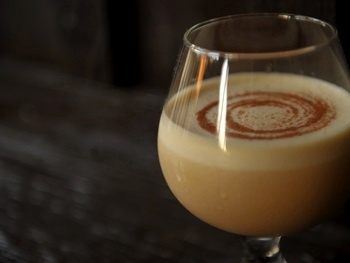
Cóctel de Algarrobina.

El cóctel de algarrobina, preparado con leche, pisco, yema de huevo, azúcar y canela, conforma un trago o jarabe exquisito que, servido muy frío, resulta especialmente sabroso. El cóctel de algarrobina se ha difundido a gran escala en el Perú.
También se elaboran harina y cerveza a partir del extracto de la algarroba.

### En Europa
En Europa, variantes de algarrobina, así como harinas de algarroba, chocolate y café de algarroba, se pueden encontrar en las zonas del Mediterráneo: Levante y Sudeste de España, Córcega, Sicilia, Chipre, Portugal e islas del Egeo.